# Сан-Хуан-Гранде
Сан-Хуан-Гранде (ісп. San Juan Grande) — селище у районі Мадре-де-Дьйос, провінція Ману регіону Мадре-де-Дьйос.

## Географія
Сан-Хуан-Гранде розташовується на південному заході Амазонської низовини у східному Перу, лежить на річці Мадре-де-Дьйос.

### Клімат
Селище знаходиться у зоні, котра характеризується вологим тропічним кліматом. Найтепліший місяць — листопад із середньою температурою 25.8 °C (78.4 °F). Найхолодніший місяць — липень, із середньою температурою 22.7 °С (72.9 °F).
| Клімат Сан-Хуана-Гранде | Клімат Сан-Хуана-Гранде | Клімат Сан-Хуана-Гранде | Клімат Сан-Хуана-Гранде | Клімат Сан-Хуана-Гранде | Клімат Сан-Хуана-Гранде | Клімат Сан-Хуана-Гранде | Клімат Сан-Хуана-Гранде | Клімат Сан-Хуана-Гранде | Клімат Сан-Хуана-Гранде | Клімат Сан-Хуана-Гранде | Клімат Сан-Хуана-Гранде | Клімат Сан-Хуана-Гранде | Клімат Сан-Хуана-Гранде |
| Показник                | Січ.                    | Лют.                    | Бер.                    | Квіт.                   | Трав.                   | Черв.                   | Лип.                    | Серп.                   | Вер.                    | Жовт.                   | Лист.                   | Груд.                   | Рік                     |
| Середня температура, °C | 25,6                    | 25,5                    | 25,5                    | 25,1                    | 24                      | 23,1                    | 22,7                    | 24                      | 25                      | 25,5                    | 25,8                    | 25,6                    | 24,8                    |
| Норма опадів, мм        | 498.8                   | 459.4                   | 402.9                   | 292.1                   | 229.3                   | 180.4                   | 154.7                   | 151.9                   | 172.5                   | 320.8                   | 331.8                   | 439.9                   | 3634.5                  |
| Днів з опадами          | 14,3                    | 15,1                    | 12,7                    | 9,2                     | 5,5                     | 2,5                     | 2,4                     | 3,3                     | 5,7                     | 8,7                     | 10,6                    | 12,6                    | 102,6                   |
| Вологість повітря, %    | 72.9                    | 73.9                    | 73.3                    | 71.6                    | 70                      | 70.6                    | 66.9                    | 63.7                    | 61.7                    | 67.2                    | 68.1                    | 71.4                    | 69.3                    |
| ----------------------- | ----------------------- | ----------------------- | ----------------------- | ----------------------- | ----------------------- | ----------------------- | ----------------------- | ----------------------- | ----------------------- | ----------------------- | ----------------------- | ----------------------- | ----------------------- |
| Джерело: Weatherbase    |                         |                         |                         |                         |                         |                         |                         |                         |                         |                         |                         |                         |                         |